# Preitenegg
Preitenegg is een gemeente in de Oostenrijkse deelstaat Karinthië, en maakt deel uit van het district Wolfsberg.
Preitenegg telt 957 inwoners (2016).

## Trivia
Door een fout in de software van een navigatiesysteem van Garmin werden veel Europese automobilisten in 2015 per abuis omgeleid via Preitenegg.

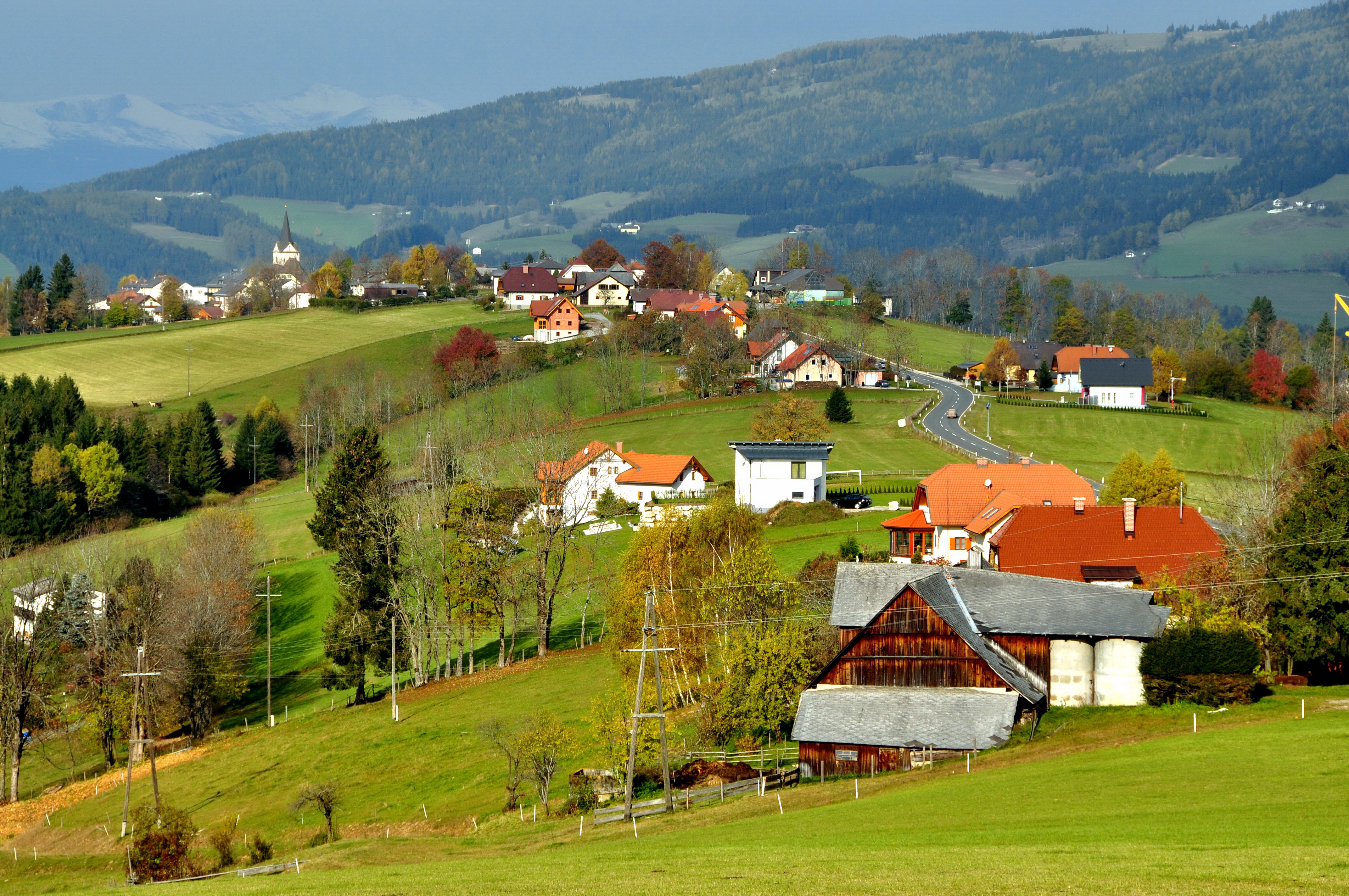
Zicht op Preitenegg
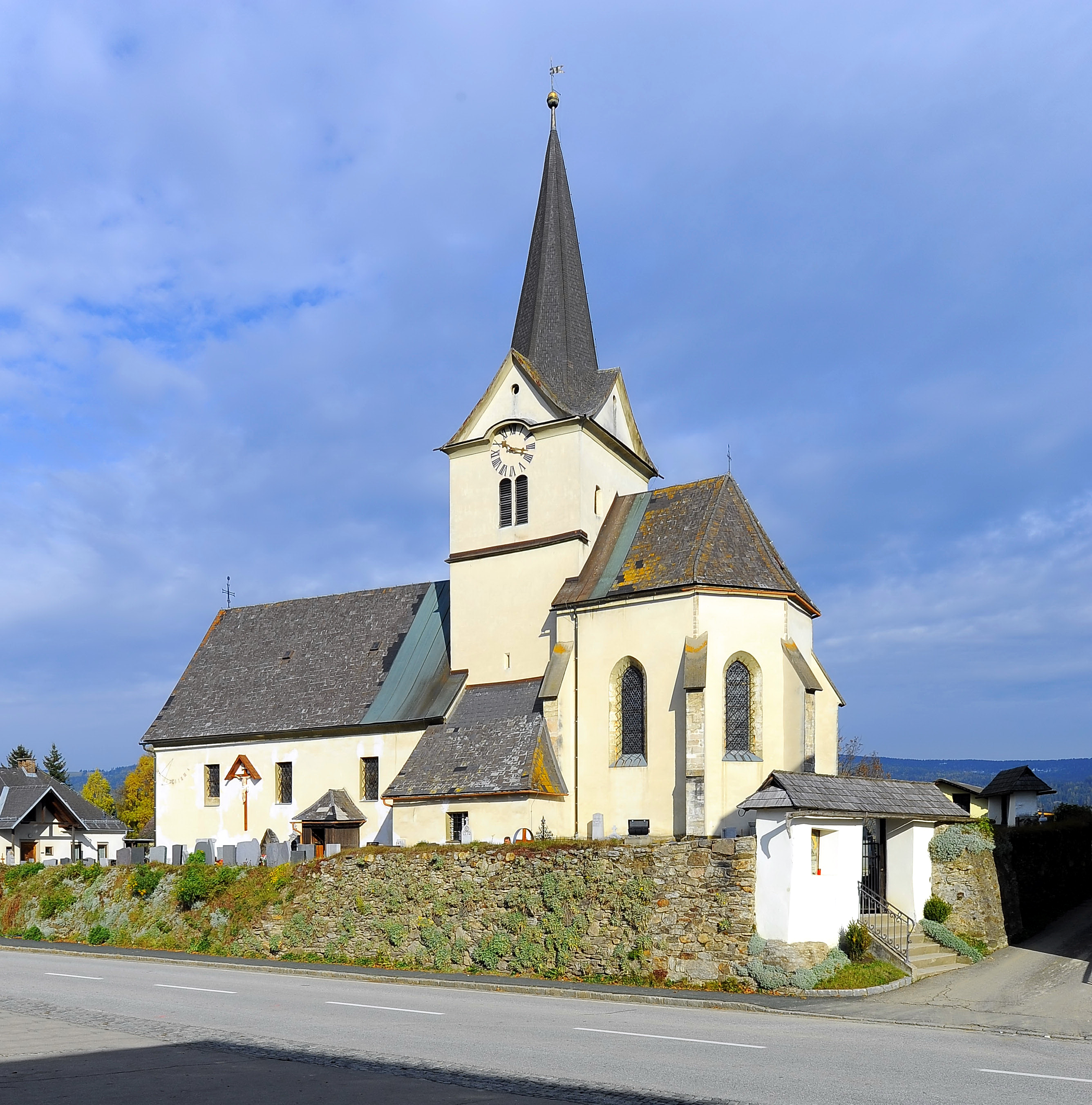
Kerk
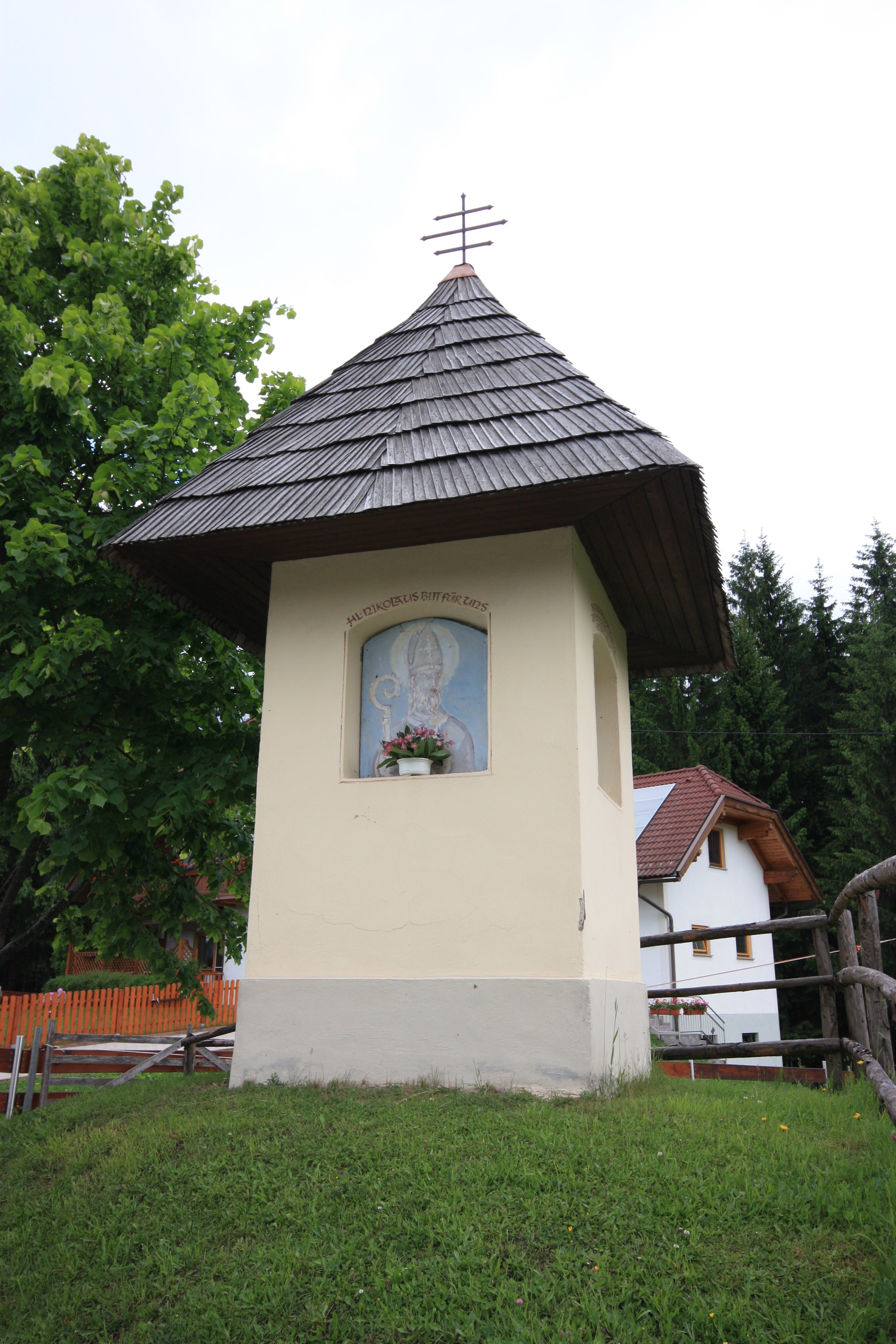
Wegkapel

- Gemeinsame Normdatei: 7734228-8
- Virtual International Authority File: 232210597

Bad Sankt Leonhard im Lavanttal ·
Frantschach-Sankt Gertraud ·
Lavamünd ·
Preitenegg ·
Reichenfels ·
Sankt Andrä ·
Sankt Georgen im Lavanttal ·
Sankt Paul im Lavanttal ·
Wolfsberg